# Тито и ја
Тито и ја је југословенски филм из 1992. године који је режирао Горан Марковић.

## Радња
Прича о десетогодишњаку који, као и сва дјеца у Југославији 1950-их година тешко може да замисли било који дио свог живота без великог вође нације - маршала Тита. У својој школи дечак побјеђује на конкурсу за најбољи састав о Титу. Награда му је учешће на маршу „Титовим родним крајем“. Дјечак је до победе дошао тако што је написао песму у којој тврди да Тита више воли од оца и мајке! То наравно његове родитеље баца у право очајање. А дечак притом не схвата шта у његовој љубави према вођи има тако чудног и забрињавајућег. Овај излет ће за дјечака представљати тешко искушење. Ненавикнут на природу, пјешачење и самостални живот, уз то прогоњен од стране васпитача, стаљинисте, он посустаје, па се изгуби у планини и тада долази до преокрета у његовом животу...
За овај филм је Горан Марковић добио 1992. награду за најбољу режију на филмском фестивалу у Сан Себастијану.

## Улоге
| Глумац              | Улога            |
| ------------------- | ---------------- |
| Димитрије Војнов    | Зоран            |
| Лазар Ристовски     | друг Раја, водич |
| Мики Манојловић     | Зоранов отац     |
| Аница Добра         | Зоранова мајка   |
| Оливера Марковић    | Зоранова бака    |
| Раде Марковић       | Зоранов деда     |
| Богдан Диклић       | Зоранов теча     |
| Љиљана Драгутиновић | Зоранова тетка   |
| Војислав Брајовић   | Јосип Броз Тито  |
| Весна Тривалић      | учитељица        |
| Драган Николић      | Ганетов отац     |
| Бранимир Брстина    | Ђурин отац       |
| Оља Бећковић        | Ђуринa мајка     |
| Милутин Дапчевић    | Кенгур           |
| Милена Вукосав      | Јасна            |
| Јелена Мрдак        | Љиља             |
| Небојша Дугалић     | милиционер       |
| Илија Башић         | Први агент       |
| Мића Томић          | кустос           |

## Културно добро
Југословенска кинотека је, у складу са својим овлашћењима на основу Закона о културним добрима, 28. децембра 2016. године прогласила сто српских играних филмова (1911−1999) за културно добро од великог значаја. На тој листи се налази и филм Тито и ја.